# مونت کریستو (فیلم ۱۹۲۹)
مونت کریستو (فرانسوی: Monte Cristo‎) یک فیلم صامت فرانسوی به کارگردانی «آنری فِکور» است که در سال ۱۹۲۹ منتشر شد. این فیلم اقتباسی از رمان کنت دو مونت-کریستو اثر الکساندر دوما است.